# Saintluciagärdsmyg
Saintluciagärdsmyg (Troglodytes mesoleucus) är en fågel i familjen gärdsmygar inom ordningen tättingar.

## Utbredning och systematik
Fågeln förekommer i enbart på Saint Lucia i Västindien. Tidigare behandlades den som underart till husgärdsmygen (T. aedon), men denna delades 2024 upp i flera arter, däribland saintluciagärdsmygen.

## Status
IUCN erkänner den inte som art, varför dess hotstatus inte bedömts.